# テフティ・マイルズ
テフティ・マイルズ（Tehuti Miles、1992年11月24日 - ）は、アメリカ合衆国ニュージャージー州ハモントン出身のプロレスラー。WWE所属。WWEでのリングネームはアシャンテ "ジー" アドニス (Ashante "Thee" Adonis)。

## 来歴

### リング・オブ・オナー
マイルズは2018年11月3日、ダンテ・カバジェロとジョー・キーズとチームを組み、チーズバーガー、イーライ・イソム、ライアン・ノヴァの6人のタッグマッチでデビューした。2 週間後、マイルズは11月23日にフューチャー・オブ・オナー・テーピングに復帰し、ケン・ディクソンとの最初のROHシングルマッチに敗れた。
翌年の2019年、マイルズは1月26日の2019Road To G1 Supercardツアーの3日目にペイパー・ビューデビューを果たした。その夜、マイルズは、リングネームをイライジャ・キングと改名した。

### WWEパフォーマンスセンター
WWE.comは2018年12月の更新を公開し、キングは、WWEパフォーマンスセンターでのトレーニングに招待された、オリンピック選手、UFC ファイター、独立系レスラーに至る37人のグループにリストされた。

### デビュー
2019年にロウの4月1日にデビューした。ブランドン・スコットとチームを組み、ブラウン・ストローマンと対戦した。だが、ストローマンに敗れた。

### 205ライブ
キングは、5月15日、タイラー・ブリーズの試合でデビューした。5月29日、ダニー バーチに勝利した。その後、リングネームをアシャンテ・アドニスと改名した。
NXT (2019-2021)
アドニスはリングネームをテフティ・マイルズに戻し、9月19日のイベント中にデビューし、最初のNXTシングルスの試合でキャメロン・グライムズに敗れた。次の夜、マイルズはライブイベントに戻り、ダミアン・プリーストとの試合に敗れた。
2021年5月18日のエピソードで、NXTアドニスは、アリーヤ・デバリ & トニー・ニースとのタッグマッチで、ヒット・ロウと共にデビューした。8月24日、6人のタッグマッチでレガド・デル・ファンタズマに敗れた。

### WWE復活
アドニスとヒット ロウは、2021 WWEドラフトでスマックダウンにドラフトされたが、 11月18日にリリースされた。

### WWE三度目の復活
2022年8月12日、アドニスは、ヒット・ロウのメンバーと共にスマックダウンに復活した。

## 得意技
- ロング・キス・グッドナイト

相手の顔面に右足でキックをする。
- ネックブリーカー
- フィスト・ドロップ・ウィズ・シアトリクス

## 入場曲
- Now You Know
- Best Of Best 現在使用中